# بلقشة برازيلية
البلقشة البرازيلية (الاسم العلمي: Mergus octosetaceus)، هو نوع من الطيور يتبع جنس البلقشة ضمن فصيلة البطية ضمن رتبة الأوزيات. وهي واحدة من أكثر ست طيور مائية تهديداً في العالم تتميز بمنقار طويل حاد، البلقشة البرازيلية تتراوح في حجمها من 49 سم إلى 56 سم في الطول، وهي من الطيور الصامتة، ولكن قد تقوم بإصدار أصوات في بعض الحالات.

## الوصف
هي بطة نحيلة تتميز بألوانها الغامقة والداكنة، غطاء الرأس باللون الأخضر الداكن اللامع، الأجزاء العلوية باللون الرمادي الداكن في حين الصدر هو رمادي فاتح، وبيضاء البطن، المنقار باللون الأسود رقيق طويل مع القدمين والساقين باللون الأحمر.

## تعداد الكائن
يُعتقد أن مُجتمع البلقشة يحتوي على أقل من 250 طائرًا. في الأصل، كان التوزيع الجغرافي للبط يتألف من وسط وجنوب البرازيل والمناطق المجاورة في باراغواي والأرجنتين. في الوقت الحالي، تقع جميع المجموعات السكانية المؤكدة في البرازيل وهناك عدد أحدث من السكان في الأرجنتين، والمعلومات عن معظم السكان نادرة للغاية. تعد تجمعات البلقشة البرازيلية في منطقة سيرا دا كاناسترا هي الأكثر أهمية والأكثر شهرة، حيث توجد مجموعات على بعد مئات الكيلومترات عن بعضها البعض. يوجد 47 فردًا - 28 بالغًا و 19 شابًا - في منطقة سيرا دي كاناسترا اعتبارًا من عام 2006. تم العثور على معظمها في حديقة سيرا دا كاناسترا الوطنية. شوهد 70 طائرًا بالقرب من المقر الرئيسي للحديقة في ريو ساو فرانسيسكو. في منطقة جالاباو ، يقدر عدد الأفراد بـ 13 فردًا في نهر نوفو في عام 2009/2010 (أربعة أزواج وبعض البالغين الانفراديين).
في عام 2002 ، تم العثور على النوع أيضًا في أرويو أوروزو في ميسيونس، الأرجنتين، وهو أول سجل في البلاد منذ عشر سنوات، على الرغم من المسوحات المكثفة التي أجراها باحثون محليون على مدار السنوات السابقة. تم الإبلاغ عن الطائر آخر مرة في عام 1984 في باراغواي ، حيث لم يبق سوى القليل من الموطن ؛ ومع ذلك ، تظهر بعض التقارير المحلية أن قلة من الأفراد ربما لا يزالون يعيشون في المنطقة.

## السلوك والتكاثر
تعتمد البلقشة البرازيلية على توافر المواقع المناسبة للتعشيش، تحتل الأزواج الأراضي دائمة من 8-17 كيلومترا التي تمتد عبر الأنهار، تجاويف الأشجار وشقوق الصخور أو الجحور المهجورة هي الأماكن المثالية لبناء الأعشاش.
موسم تكاثر البلقشة البرازيلية هو خلال الشتاء، عندما تكون مستويات المياه منخفضة، ولكن قد تختلف من الناحية الجغرافية، الانثى عادة ما تضع 3-6 بيضات في يونيو ويوليو، الفقس خلال شهري يوليو وأغسطس التالي، الشباب يصبحون قادرون على الطيران بحلول سبتمبر أو أكتوبر. إناث البلقشة البرازيلية تحتضن البيض، ولكن كلا الأبوين يقومون برعاية الصغار ويوفرون المواد الغذائية مباشرةً للصغار . ويبقى الكبار في إقليم واحد على مدار السنة.

## التغذية
تتغذى البلقشة البرازيلية على السمك وهو الغذاء الرئيسي لها، وتأكل أيضاً الرخويات، والحشرات واليرقات، وتلتقط الأسماك عن طريق الغوص.